# Golfo dell'Ura
Il golfo dell'Ura (in russo губа Ура?, guba Ura) è un'insenatura lungo la costa settentrionale russa, nell'oblast' di Murmansk, amministrata dal circondario della città chiusa di Vidjaevo e dal Kol'skij rajon. È situata nella parte sud-occidentale del mare di Barents.

## Geografia
Il golfo si apre verso nord, a est dell'ingresso del golfo Motovskij, e si protende nell'entroterra parallelamente alla baia Ara, posta sul lato occidentale della penisola che le separa. L'ingresso è compreso tra capo Vyevnavolok (мыс Выевнаволок) a ovest e capo Medvežij (мыс Медвежий) a est. Ha una lunghezza di circa 22 km e una larghezza massima di circa 9,5 km all'ingresso. La profondità massima è di 262 m.
All'interno, il golfo si ramifica in alcune insenature minori, da nord a sud si incontrano:
- La baia Malaja Kalinovaja (бухта Малая Калиновая),[2] piccola insenatura nel nordovest del golfo, con il quale condivide capo Vyevnavolok come estremità settentrionale. È lunga 650 m circa e larga 300 m. Sul versante settentrionale si trova il faro Vyevnavolok.
- La baia Odincova (губа Одинцова),[2] a nordest, è lunga 680 m e larga 380 m. Vi sfocia l'Odincovka.
- La baia di Port-Vladimir (бухта Порт-Владимир),[2] formata dalle isole Eretik e Šalim, sul lato orientale di quest'ultima. È lunga 1,1 km e larga quasi 800 m. Vi si affaccia il villaggio omonimo.
- Il golfo Červjanoe Ozerko (губа Червяное Озерко),[2] a sudest di Port-Vladimir, lungo la costa orientale del golfo dell'Ura. È lungo 1,5 km e largo circa 1 km.
- La baia Kislaja,[2] a sudovest del golfo Červjanoe Ozerko.
- La baia Naša (бухта Наша),[1] a ovest, quasi di fronte alla baia Kislaja.  È lungo poco meno di 1 km e largo circa 750 m.
- La baia dell'Urica (губа Урица),[7] nella parte sud-occidentale del golfo, è un'insenatura a forma di arco con il vertice che punta a nord. È lunga 2,6 km e ha una larghezza massima di 550 m circa. Vi sfocia l'Urica e vi si affaccia la cittadina di Vidjaevo.
- La baia Pachta (бухта Пахта),[7] a sud della baia precedente, si trova a nord dei banchi marini che si formano alla foce dell'Ura e ha l'ingresso tra l'isola Medved' e l'isola Zelenyj, per una lunghezza complessiva di circa 2 km e una larghezza massima di 800 m.
- La baia Čan (губа Чан)[7] è l'estremità meridionale del golfo e parte del suo lato occidentale è la costa dell'isola Medved'. È lunga 3,7 km e larga 1,1 km. Vi sfociano il Čanručej e la Gremicha.

Il golfo prende il nome dal fiume Ura (река Ура) che sfocia nella sua parte sud-occidentale. Altri immissari sono l'Urica (река Урица), il Čanručej (река Чанручей), la Gremicha (река Гремиха), l'Odincovka (река Одинцовка) e diversi piccoli corsi d'acqua.
Nella parte settentrionale si trovano l'isola Šalim (остров Шалим), che divide il golfo in due bracci, l'isola Eretik (остров Еретик) e altre isole minori come Staričichin, Bezymjannyj, Šaralov, le Sennye Ludy, le Šurinovy, Nakoval'nja e Mogil'nyj. A sud si trovano l'isola Zelënyj (остров Зеленый) e l'isola Medved' (остров Медведь).
Le coste sono quasi ovunque ripide e rocciose, composte principalmente di ardesia, con altezze che superano spesso i 100 m s.l.m. e talvolta i 200 m. L'altezza massima viene raggiunta sul versante occidentale con i suoi 237,5 m d'altezza.
Nella parte meridionale del golfo si trovano la cittadinà di Ura-Guba e gli insediamenti rurali di Vidjaevo e Čan-ručej, nonché gli insediamenti aboliti nel 2007 di Majak Vyevnavolok e Port-Vladimir.

## Storia
Nei primi anni del 1900, al posto dell'odierna Ura-Guba, c'era la colonia finlandese di Urskaja, e sull'isola Eretik c'era un insediamento di pescatori.
Oggi, nel golfo si pratica la pesca alle aringhe che qui si fermano in grandi banchi.